# 13 محرم
- السبت
- الأحد
- الاثنين
- الثلاثاء
- الأربعاء
- الخميس
- الجمعة

- 306 يوليو 2024
- 17 يوليو 2024
- 28 يوليو 2024
- 39 يوليو 2024
- 410 يوليو 2024
- 511 يوليو 2024
- 612 يوليو 2024
- 713 يوليو 2024
- 814 يوليو 2024
- 915 يوليو 2024
- 1016 يوليو 2024
- 1117 يوليو 2024
- 1218 يوليو 2024
- 1319 يوليو 2024
- 1420 يوليو 2024
- 1521 يوليو 2024
- 1622 يوليو 2024
- 1723 يوليو 2024
- 1824 يوليو 2024
- 1925 يوليو 2024
- 2026 يوليو 2024
- 2127 يوليو 2024
- 2228 يوليو 2024
- 2329 يوليو 2024
- 2430 يوليو 2024
- 2531 يوليو 2024
- 261 أغسطس 2024
- 272 أغسطس 2024
- 283 أغسطس 2024
- 294 أغسطس 2024
- 15 أغسطس 2024
- 26 أغسطس 2024
- 37 أغسطس 2024
- 48 أغسطس 2024
- 59 أغسطس 2024

13 مُحرَّم أو 13 مُحرَّم الحرام أو يوم 13 \ 1 (اليوم الثالث عشر من الشهر الأوَّل) هو اليوم الثالث عشر من أيَّام السنة وفق التقويم الهجري القمري (العربي). يبقى بعده 341 أو 342 يومًا لانتهاء السنة.

## أحداث
- 61 هـ - دفن الإمام الحسين بن علي بن أبي طالب وأهل بيته وأنصاره في كربلاء.
- 368 هـ - قضاء الخليفة العزيز بالله الفاطمي على فتنة القرامطة وأفتكين في الشام، وبذلك توطد سلطان الفاطميين في الشام، وأصبحت ولاية فاطمية حاضرتها دمشق.
- 815 هـ - وصول الناصر فرج بن برقوق إلى اللجون يريد محاربة الأمراء الخارجين عليه: نوروز الحافظي وشيخ المحمودي.
- 1074 هـ - حصار العثمانيين لقلعة نوهزل النمساوية في عهد السلطان محمد الرابع، وبعد استسلامها استسلمت حوالي 30 قلعة نمساوية.
- 1204 هـ - القائد العثماني جزائرلي غازي حسن باشا يتمكن من هزيمة الروس في معركة إسماعيل إبان الحرب بين الدولة العثمانية وكل من روسيا وألمانيا التي امتدت من عام (1787م – 1792م).
- 1341 هـ - نفي سعد زغلول إلى جبل طارق أثناء اشتعال الثورة في مصر، وعجز بريطانيا عن السيطرة على البلاد.
- 1359 هـ - تنصيب الدلاي لاما زعيمًا للبوذيين في هضبة التيبت، وكان يبلغ من العمر 5 سنوات، ولم يكمل 10 سنوات حتى غزت الصين التبت وضمتها إليها، وفشلت الانتفاضة التي قام بها الدلاي لاما ضد الصينيين فرحل إلى المنفى عام 1959م في الهند، وحصل على جائزة نوبل للسلام.
- 1385 هـ - الرئيس المصري جمال عبد الناصر يعلن قطع العلاقات بين مصر وألمانيا الغربية، بعد إقامة ألمانيا الغربية علاقات دبلوماسية مع إسرائيل، وجاء هذا الموقف بعد القمة العربية عام (1964م)، وموقف الدول العربية المناهض للمشاريع الإسرائيلية لتحويل مياه نهر الأردن.
- 1400 هـ - حرق مقر السفارة الأمريكية في العاصمة الليبية طرابلس من قبل حوالي 2000 متظاهر ليبي.
- 1411 هـ - العراق يعلن عن تأسيس جمهورية الكويت تحت قيادة حكومة الكويت الحرة المؤقته برئاسة علاء حسين وذلك بعد الغزو العراقي قبل يومين.
- 1421 هـ - افتتاح المركز العلمي التابع لمؤسسة الكويت للتقدم العلمي بحضور أمير دولة الكويت الشيخ جابر الأحمد الصباح ورئيس الجمهورية اللبنانية إميل لحود.
- 1424 هـ - مقتل الناشطة الأمريكية راشيل كوري بعدما دهستها جرافه إسرائيلية بعد أن وقفت بوجهها لمنعها من هدم بيت فلسطيني في رفح غزة.
- 1425 هـ -
  - اختتام فعاليات أول مهرجان سينمائي فلسطيني حمل اسم أحلام أمة وشارك فيه نحو 36 فيلمًا. تمحورت سيناريوهات الأفلام بشكل رئيسي حول الألم والجهاد الفلسطيني.
  - مصادر صحفية فلسطينية تكشف عن شروع جمعية ألعاد الاستيطانية في بناء مجمع سياحي وتجاري في الساحة الخارجية لباب المغاربة.
- 1426 هـ - مقتل نحو 612 شخصًا وإصابة نحو 1411 آخرين بسبب زلزال قوي ضرب جنوب شرق إيران، بلغت قوته 6.4 درجات بمقياس ريختر. وأدى الزلزال الذي كان مركزه في بلدة زراند بإقليم كرمان إلى تدمير عدد من القرى بشكل كامل، وانقطاع الكهرباء عن المناطق المنكوبة.
- 1430 هـ - مجلس الأمن الدولي يتبنى القرار 1860 الداعي إلى وقف فوري لإطلاق النار في قطاع غزة يليه انسحاب كامل للقوات الإسرائيلية.
- 1433 هـ - رئيس المجلس الأعلى للقوات المسلحة الحاكم في مصر المشير محمد حسين طنطاوي يصدر قرارًا بتشكيل مجلس استشاري تكون مهمته معاونة المجلس الأعلى وإبداء المشورة في الفترة الانتقالية وحتى إتمام نقل السلطة لحكومة مدنية ورئيس منتخبين.
- 1436 هـ -
  - تشييع ضحايا حادثة الدالوة الثمانية في قرية الدالوة بالأحساء شرقي السعودية.
  - مجلس النواب اللبناني يقوم بتمديد ولايته الدستورية ليصبح إجمالي ولايته ضعف ولايته الأصلية.
- 1437 هـ - زلزال عنيف مركزه شرق أفغانستان وتتأثر به باكستان والهند مقداره 7.5 درجة على مقياس رختر.
- 1438 هـ - لجنة البرامج والعلاقات الخارجية في مُنظمة اليونيسكو تُصدر قرارًا تعتبر فيه المسجد الأقصى موقعًا إسلاميًا مقدسًا وتُدين إسرائيل على ممارساتها فيه، والأخيرة تعترض.
- 1442 هـ -
  - أعضاء المجلس النيابي اللُبناني يُسمُّون الدبلوماسي مُصطفى أديب لِتشكيل الحُكُومة الجديدة بعد استقالة حُكُومة حسَّان دياب إثر انفجار مرفأ بيروت.
  - أول رحلة مباشرة لطائرة إسرائيلية تصل مطار أبو ظبي قادمة من مطار تل أبيب بعد عبورها الأجواء السعودية.
- 1443 هـ - ملك ماليزيا عبد الله أحمد شاه يعين إسماعيل صبري يعقوب رئيسًا للوزراء في أعقاب الأزمة السياسية في البلاد.

## مواليد
- 1239 هـ - موسى المحسني، فقيه جعفري وكاتب ديني وشاعر إيراني.
- 1326 هـ - فاطمة رشدي، ممثلة مصرية.
- 1340 هـ - مصطفى مشهور، المرشد الخامس لجماعة الإخوان المسلمون.
- 1354 هـ - كاظم حبيب، اقتصادي وسياسي وأستاذ جامعي وكاتب عراقي.
- 1358 هـ - تسفي مازيل، سادس سفراء إسرائيل بالقاهرة.
- 1376 هـ - مشعل بن محمد بن سعود آل سعود، الابن الرابع للأمير محمد بن سعود بن عبد العزيز.
- 1388 هـ - رواد عليو، ممثلة سورية.
- 1390 هـ - جلال شموط، ممثل سوري.
- 1402 هـ - محمد جراغ، لاعب كرة قدم كويتي.

## وفيات
- 526 هـ - عمر الخيام، فيلسوف وعالم فلك ورياضيات فارسي.
- 1342هـ - جعفر أبو المكارم، فقيه وشاعر سعودي.
- 1382 هـ - محمد كامل التونسي، مفكر إسلامي ومناضل تونسي.
- 1399 هـ - عبده السروجي، ممثل ومغني مصري.
- 1420 هـ - يوسف عوف، كاتب مصري.
- 1423 هـ - عبد الباسط عودة، مقاتل في كتائب عز الدين القسام.
- 1424 هـ - راشيل كوري، ناشطة أمريكية.
- 1432 هـ -
  - نوح علي سلمان القضاة، المفتي العام السابق للأردن.
  - أحمد مختار، عسكري وسياسي مصري.
  - مصطفى مشعل، فنان تشكيلي مصري.
- 1434 هـ - ميلاد حنا، مهندس ومفكر سياسي مصري.
- 1438 هـ - فاروق شوشة، شاعر وأديب وإذاعي مصري.
- 1439 هـ - جلال طالباني، سادس رؤساء العراق.

## وصلات خارجية
- موقع قصة الإسلام: حدث في شهر محرم.